# Bain turc du prince Miloš à Brestovačka Banja
Le bain turc du prince Miloš à Brestovačka Banja (en serbe cyrillique : Турско купатило Кнеза Милоша у Брестовачкој Бањи ; en serbe latin : Tursko kupatilo Kneza Miloša u Brestovačkoj Banji) se trouve à Brestovac, dans la municipalité de Bor et dans le district de Bor, en Serbie. Il est inscrit sur la liste des monuments culturels protégés de la république de Serbie (identifiant no SK 2070).

## Présentation
Le hammam du prince remonte, semble-t-il, à la période ottomane et il a été construit très vraisemblablement au XVIIIe siècle ; par son histoire, il s'inscrit dans les aléas historiques pachalik de Vidin. Après la libération de la Serbie vis-à-vis des Turcs et avec l'arrivée du prince Miloš Obrenović à Brestovačka Banja, il est devenu « le bain du prince » ; ce prince s'en est servi pour profiter des eaux de la station thermale, réputées pour soigner les rhumatismes. En 1949, le hammam, de style « oriental », est devenu un monument culturel. Il a été restauré en 1970.
Le bâtiment, de forme presque carrée, mesure 5 m de long sur 6 m de large ; il est surmonté d'un dôme en cuivre. À l'intérieur, la partie centrale est occupée par un bassin d'un diamètre de 2,6 m profond de 1,1 m avec un banc de pierre et des escaliers. À travers les pierres s'écoulait une eau à 27 °C. La coupole est percée de neuf ouvertures en étoile remplies de verre multicolore.